# Soliney Silva
Soliney Sousa e Silva, mais conhecido como Soliney Silva (São João do Piauí, 8 de setembro de 1970) é um político brasileiro filiado ao Movimento Democrático Brasileiro (MDB). Ocupou cargos eletivos como prefeito de Coelho Neto (2009–2017) e deputado estadual (1999–2008).

## Biografia
Iniciou-se na política nas fileiras do PFL em 1987. Neste partido, foi eleito vereador em 1992, foi candidato a prefeito pela primeira vez em 1996 derrotado. Elegeu-se deputado estadual pelo PDT e reeleito em 2002 pelo PSD, se filiou ao PP em 2003 e a seguir ao PSDB dois anos depois. 
Elegeu-se prefeito da referida cidade em 2008 e reeleito em 2012, concluindo seu mandato até o final de 2016. 
Foi candidato a deputado estadual em 2018, mas não obteve êxito.